# Jaborá
Jaborá é um município brasileiro do estado de Santa Catarina.

## História

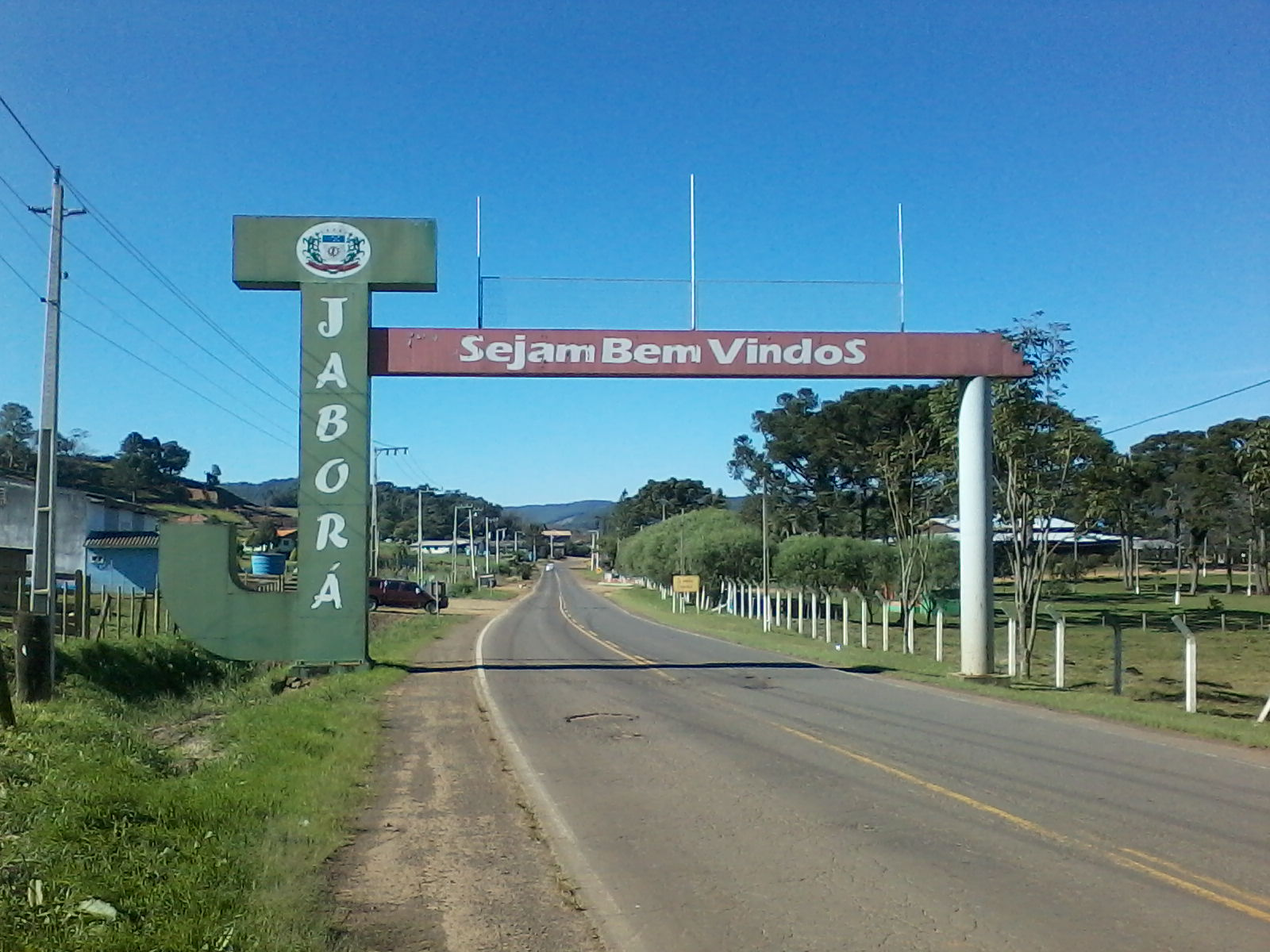
Pórtico de acesso a Jaborá, sentido Concórdia-Joaçaba

Jaborá, que em Tupi-Guarani significa "aquele que faz", recebeu o status de distrito em 1943 e de município em 1963. Sua origem remonta ao ano de 1919 quando chegaram os primeiros colonizadores, famílias de origem italiana que emigraram do Rio Grande do Sul e que encontraram ali uma região de terras férteis e com abundante vegetação de araucárias.
A primeira vila fundada pelos imigrantes foi chamada de "Romere". Com o passar dos anos a vila cresceu e tornou-se um povoado, o qual foi denominado "São Roque".
Em 1925 iniciou-se a construção da Igreja Matriz São Roque, realizada artesanalmente pelos próprios membros da paróquia sob orientação dos padres franciscanos. Entretanto, uma das duas torres da igreja permaneceu inacabada até meados de 1980. Somente no final da década de 80 foi que, com o esforço da comunidade, a segunda torre foi concluída.

## Geografia
Localiza-se a uma latitude 27º10'33" sul e a uma longitude 51º44'01" oeste, estando a uma altitude de 674 metros. Sua população, conforme estimativas do IBGE de 2018, era de 3 955 habitantes.